# Manto (filla de Tirèsias)

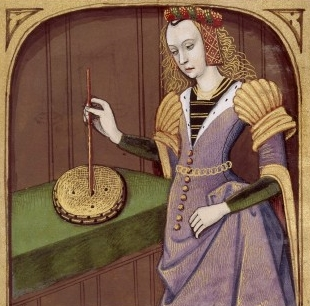
Manto

Segons la mitologia grega, Manto (en grec antic Μαντώ), el nom de la qual evoca la idea de l'endevinació, va ser una profetessa, filla de Tirèsias.
El mite ens la presenta guiant el seu pare cec pels camins de Beòcia quan els Epígons havien conquerit Tebes, on havia exercit d'endevina. Portava el seu pare cap a Delfos, però Tirèsias va morir a Haliartos, abans d'arribar-hi. Els argius havien conquerit aquella ciutat i li havien promès a Apol·lo "la part més bella del botí", i Manto va ser destinada a ser ofrenada al déu. La noia va estar molt de temps a Delfos, on va ser conduïda com a presonera; perfeccionà l'art de l'endevinació i feu la funció de Pítia, fins que un dia el déu l'alliberà i la va conduir a l'Àsia Menor, on fundà la ciutat de Claros.
Casada amb Alcmeó, fou mare d'Amfíloc. D'un segon matrimoni amb Raci, va néixer Mopsos (que alguns consideren fill d'Apol·lo), i que va ser famós per la seva rivalitat amb Calcant.
Virgili parla d'una altra Manto, epònima de la ciutat italiana de Màntua.